# Fight the Power: Greatest Hits Live!
Albums de Public Enemy
Bring That Beat Back
(2006) How You Sell Soul to a Soulless People Who Sold Their Soul?
(2007)
Fight the Power: Greatest Hits Live! est un album live de Public Enemy, sorti le 6 février 2007.

## Liste des titres
| No  | Titre                            | Durée |
| --- | -------------------------------- | ----- |
| 1.  | Brothers Gonna Work It Out       | 4:31  |
| 2.  | Welcome to the Terrordome        | 2:40  |
| 3.  | Bring the Noise                  | 1:27  |
| 4.  | Son of a Bush                    | 5:57  |
| 5.  | Shut 'Em Down                    | 4:38  |
| 6.  | Black Steel in the Hour of Chaos | 3:52  |
| 7.  | He Got Game                      | 1:46  |
| 8.  | Revolverlution                   | 3:51  |
| 9.  | 911 Is a Joke                    | 3:01  |
| 10. | Public Enemy #1                  | 1:02  |
| 11. | D.J. Lord Solo                   | 3:46  |
| 12. | Give It Up                       | 4:36  |
| 13. | Don't Believe the Hype           | 2:08  |
| 14. | Rebel Without a Pause            | 4:44  |
| 15. | Arizona (Ball of Confusion)      | 2:35  |
| 16. | Fight the Power (Soul Power)     | 12:14 |